# Castello di Bojnice
Il castello di Bojnice è un grande edificio fortificato presso la città di Bojnice, nel Trenčín, in Slovacchia. Originariamente una struttura in legno (XI secolo), nel Trecento era ormai stato ricostruito in pietra ed era controllato dalla Corona d'Ungheria. Nel XVI secolo venne trasformato in un palazzo-castello rinascimentale grazie al mecenatismo dei Thurzó mentre nel XIX secolo furono i Pálffy a ristrutturarlo secondo il gusto neo-gotico romantico. Confiscato ai privati dopo il 1945 dal governo cecoslovacco, il castello è oggi un museo parte del Museo Nazionale Slovacco.
Le maestose sale del castello e le sue straordinarie architetture lo rendono uno dei siti che destano il maggior interesse nei turisti che visitano la Slovacchia.

## Storia

### Il Medioevo
Il castello di Bojnice fu menzionato per la prima volta in documenti scritti nel 1013, conservati nell'Abbazia di Zobor. Originariamente costruito come fortezza di legno, è stato gradualmente migliorato fino a diventare un castello di pietra, con le pareti esterne adattate al terreno roccioso irregolare. Il suo primo proprietario fu Matúš Xác che lo ricevette nel 1302 dal re Vencel d'Ungheria.

### Il Rinascimento
Più tardi, nel XV secolo, il castello di Bojnice divenne proprietà del re Mattia Corvino, che lo lasciò in eredità al suo figlio illegittimo Giovanni Corvino nel 1489.  Dopo la sua morte il castello divenne proprietà della famiglia di Giovanni Zápolya.

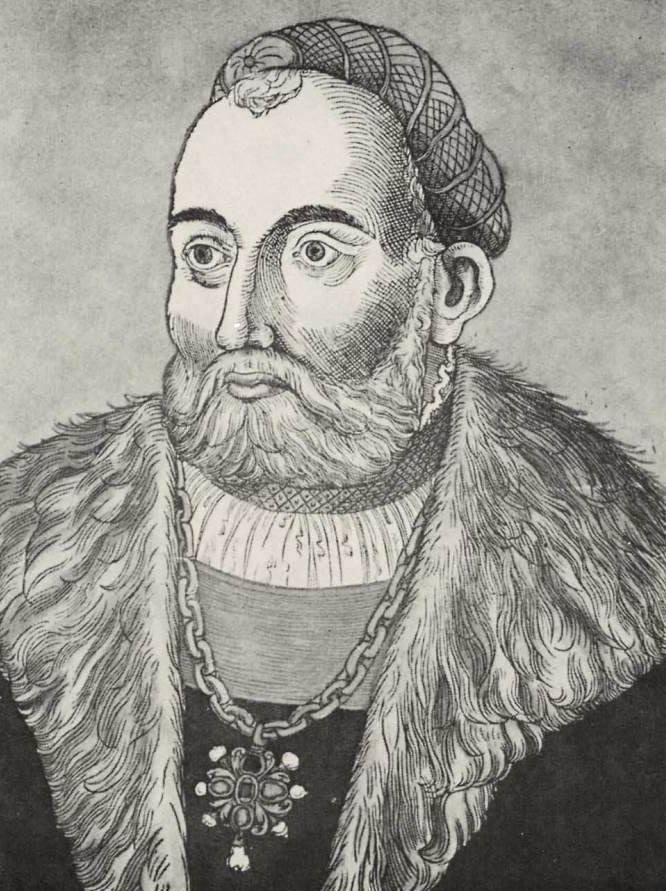
Giovanni Zápolya, re Giovanni I d'Ungheria

La famiglia Thurzó, la più ricca del Regno d'Ungheria, acquistò il castello nel 1528 e intraprese una importante ricostruzione. L'ex fortezza fu trasformata in un castello rinascimentale.

### Dal Seicento al Novecento
Dal 1646 in poi, i proprietari del castello furono i Pálffys, che continuarono a ricostruire il castello. Infine, l'ultimo famoso proprietario del castello della famiglia Pálffy, il conte János Ferenc Pálffy, realizzò una complessa ricostruzione romantica dal 1888 al 1910. Dopo la sua morte e lunghe liti, i suoi eredi vendettero molte opere d'arte dal castello e poi, il 25 febbraio 1939, vendettero il castello, il centro benessere e il terreno circostante all'imprenditore ceco Jan Antonín Baťa.

### Il Dopoguerra

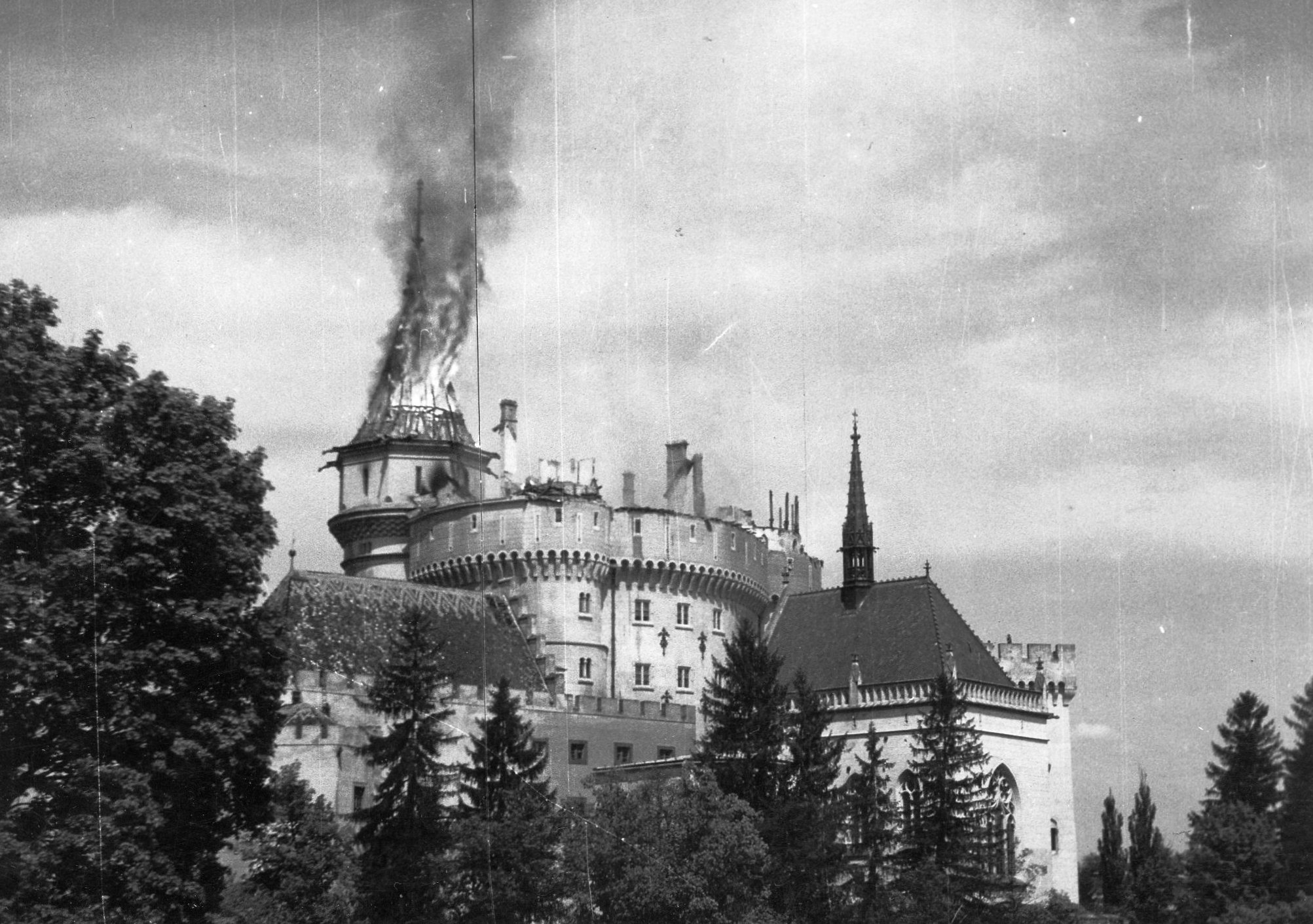
L'incendio del 1950

Dopo il 1945, quando la proprietà di Baťa fu confiscata dal governo cecoslovacco, il castello divenne la sede di diverse istituzioni statali. Il 9 maggio 1950 un enorme incendio scoppiò nel castello, ricostruito poi a spese del governo. Dopo questa ricostruzione al suo interno è stato aperto un museo specializzato nella documentazione e presentazione dell'era dei neo-stili architettonici. Il Museo Bojnice è oggi parte del Museo Nazionale Slovacco.

## Interni e architettura

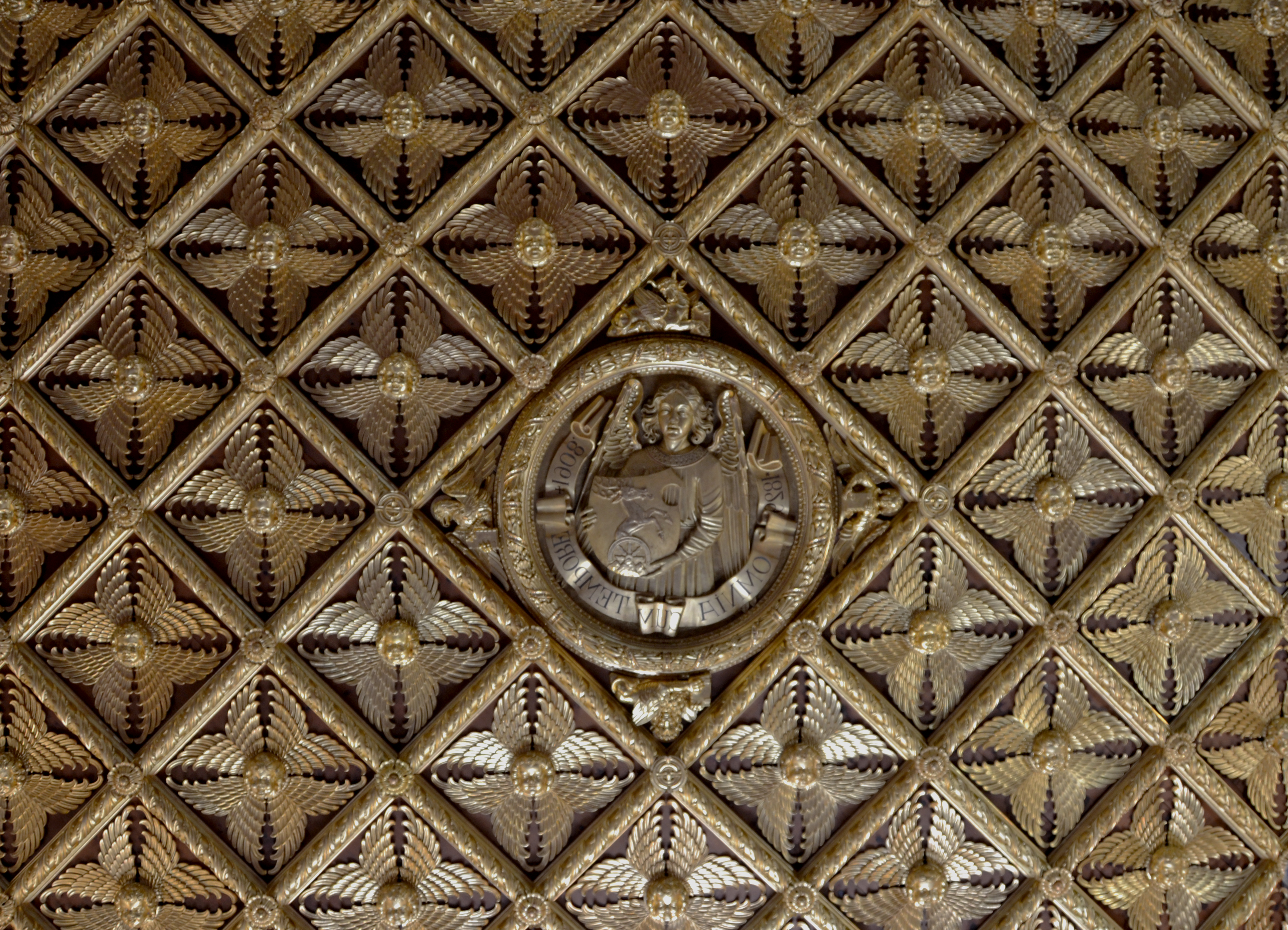
Il soffitto ligneo del Prědajňa zlatý ("Salone dorato").

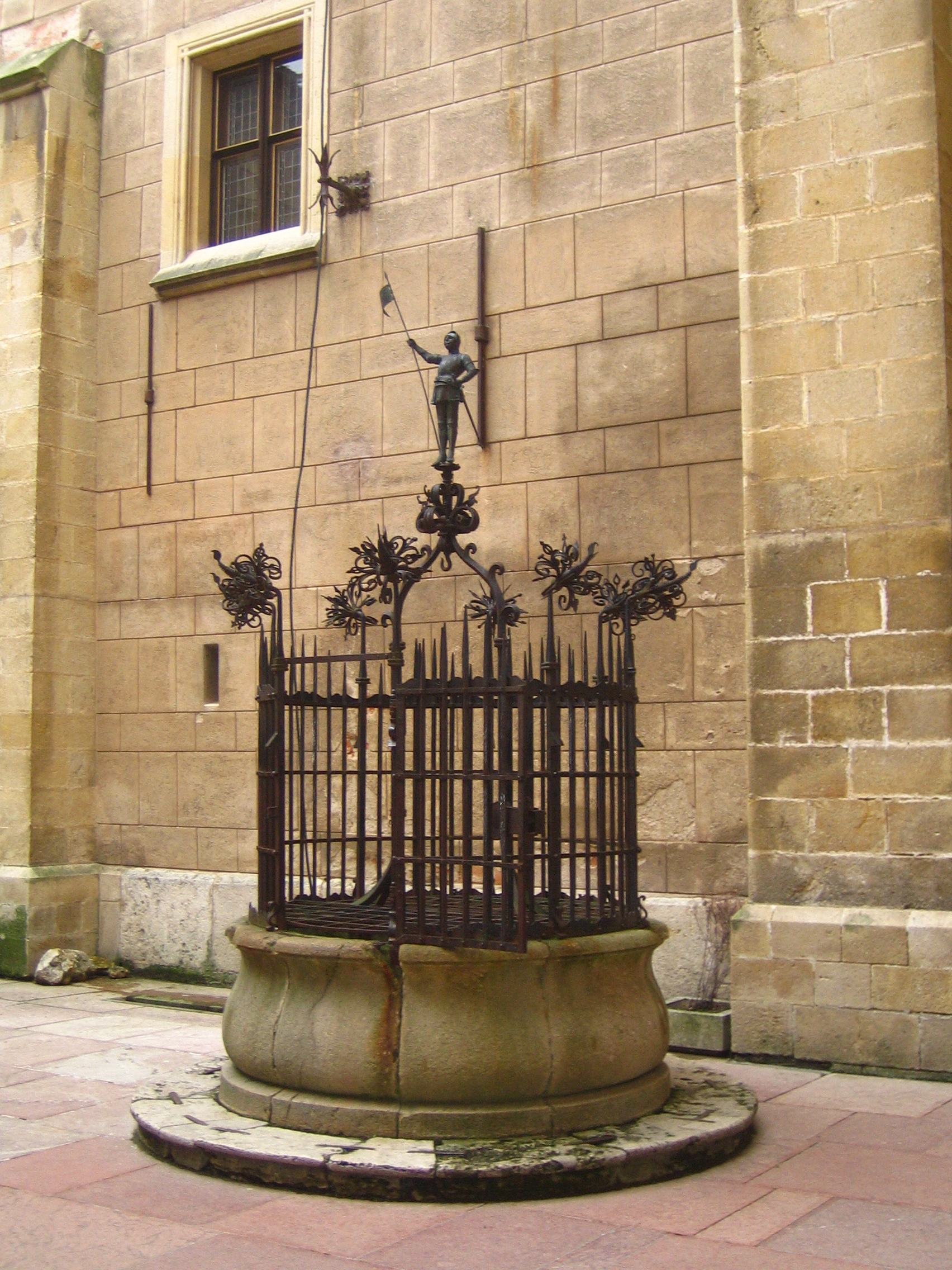
Lo Štvrtý vňútorný dvor ("Pozzo del cortile").

Le maestose sale del castello e le sue straordinarie architetture lo rendono uno dei siti che destano il maggior interesse nei turisti che visitano la Slovacchia.
- Prědajňa zlatý ("Salone dorato"). Il Salone dorato è situato nel corpo centrale del castello, quello ispirato ai Castelli della Valle della Loira. È noto per il soffitto in legno, completamente rivestito di lacca aurea e foglie d'oro. Il soffitto, in netto contrasto con le semplici pareti della camera, si lega al resto della stanza grazie agli arredi, anch'essi in legno rivestito di foglie d'oro.

- Prědajňa Hudobná ("Sala della Musica"). La Prědajňa Hudobná (Sala della Musica) è il luogo dove sono conservati gli strumenti musicali posseduti dai proprietari del castello. Un tempo, era la camera da letto di Ján Pálffy. Di notevole interesse, è il pianoforte, realizzato a Vienna nel 1884.

- Barokävá kaplnka ("Cappella barocca"). La Barokävá kaplnka, la Cappella Barocca è stata realizzata nel XVII secolo in un preesistente bastione del XII secolo, nell'ala est del castello di Bojnice. Gli stucchi settecenteschi e gli affreschi del secolo successivo ornano la volta della cappella. Lo spazio è illuminato dalla vetrata gotica, risalente al XIV secolo, realizzata per il preesistente bastione. L'altare è impreziosito dalla  gotický kotúč (pala gotica), del Medioevo.
- Štvrtý vňútorný dvor ("Pozzo del cortile"). Nel corpo centrale del castello, nel Vňútorný dvor (quarto cortile), si trova lo Štvrtý, il pozzo più piccolo del castello. In origine, nel XVI secolo, era collegato ad una sorgente termale. Nel 1895, il pozzo è stato chiuso da una gabbia decorativa in ferro battuto, sovrastata dalla statua di un guerriero nello stesso materiale.

- Oltár še Bojnickým oltárom ("Pala d'altare di Bojnice"). In un altro bastione del castello, si trova l'opera più preziosa della collezione di Ján Pálffy, l'unica a non essere stata venduta dai suoi eredi, la Pala d'altare di Bojnice. Realizzata con la tecnica della tempera su pannello ligneo, è stata dipinta da Nardo di Cione nel XIV secolo ed è l'unica opera completa di questo artista a trovarsi fuori dall'Italia.[1]

## Il giardino e lo zoo

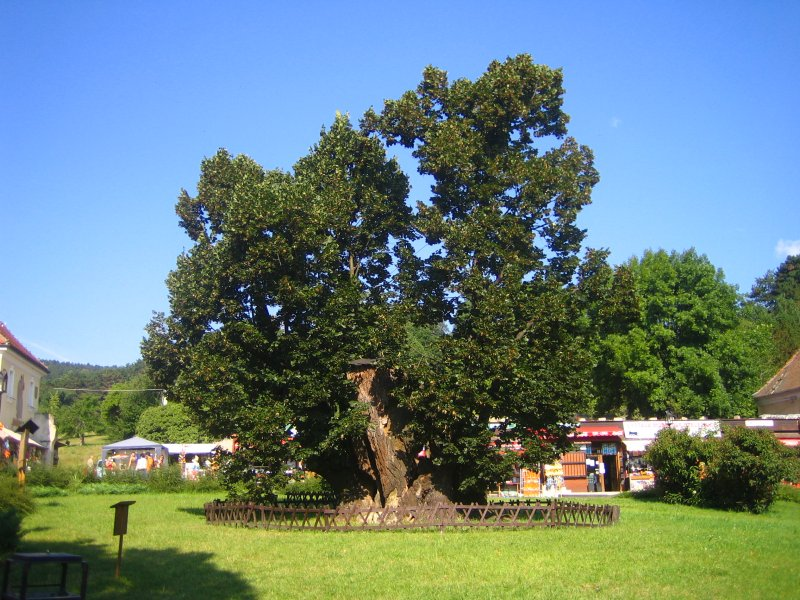
Il tiglio del re Mattia Corvino, nei pressi del castello di Bojnice. Con i suoi 700 anni di età è uno dei più antichi della Slovacchia.

Il giardino del castello, realizzato su un territorio scosceso, è noto soprattutto per il tiglio secolare, forse il più vecchio della Slovacchia.
Lo zoo, uno dei tre presenti in territorio slovacco, è stato fondato nel 1955. Nel 2006 aveva 355 specie diverse e più di 1800 animali.